# 電動アシスト自転車

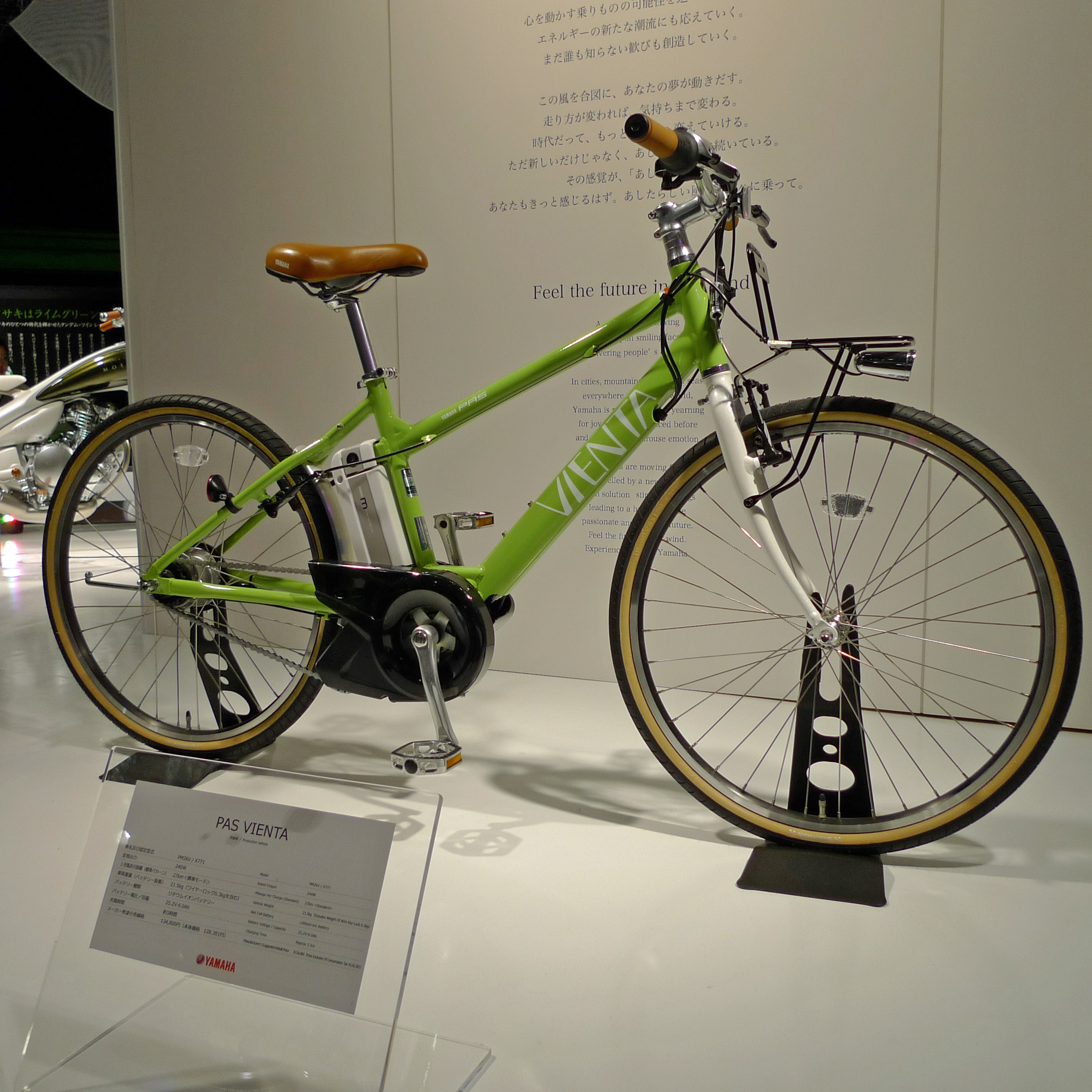
世界初の電動アシスト自転車 ヤマハ・PAS

電動アシスト自転車（でんどうアシストじてんしゃ）とは、電動機（モーター）により人力を補助する自転車。eBike（イーバイク）とも。搭乗者がペダルをこがなければ走行しない。
人力での電動補助のみならず、モーター単体のみで自走可能な自転車は電動自転車を参照。

## 概要

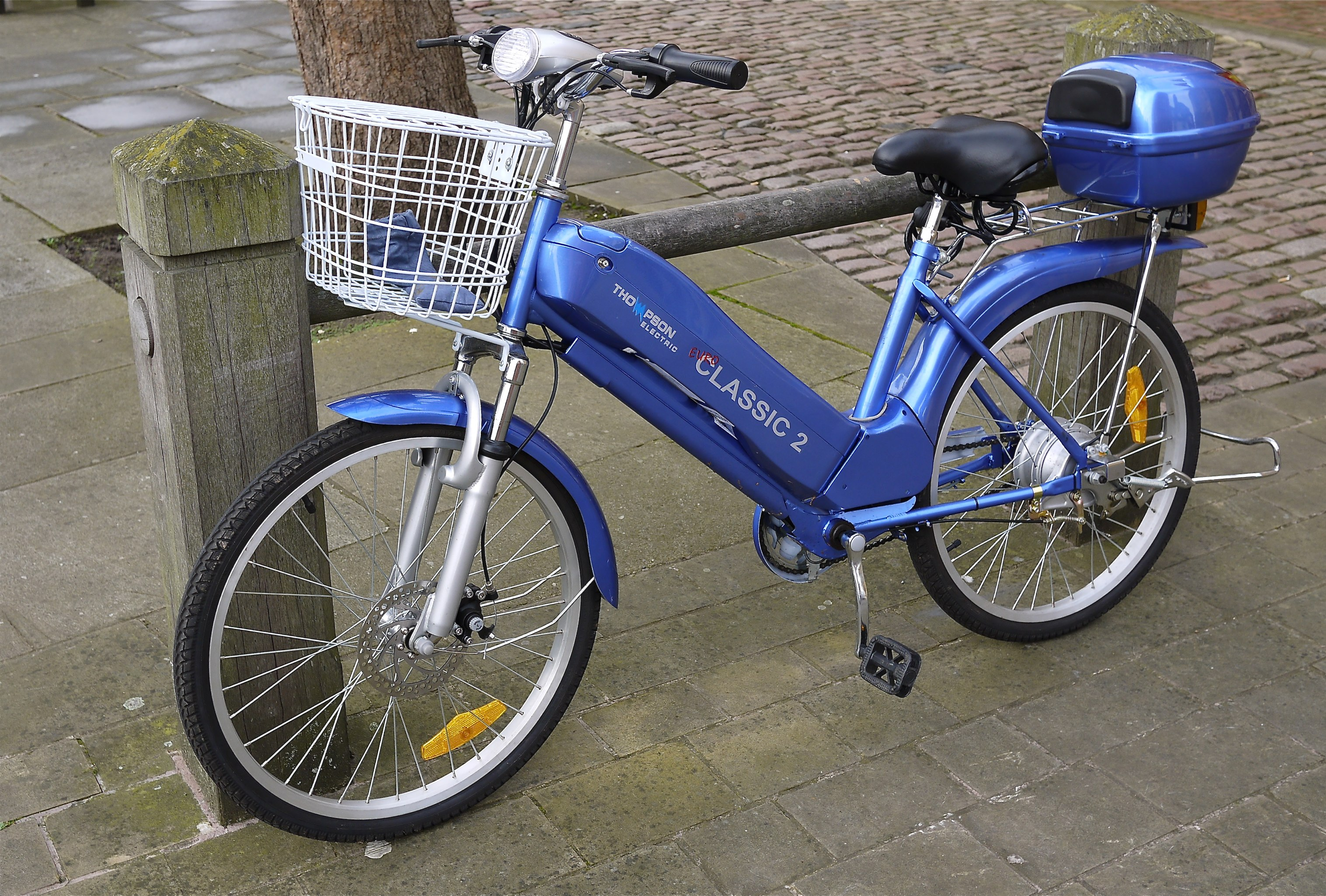
イギリスのEAPC、Thompson Electric Euro Classic 2

通常の自転車と原動機付自転車との中間的な車両で、ペダルを踏む力や回転数などをセンサーで検出し、搭載しているモーターによりペダルを踏む力を低減させる。1993年にヤマハ発動機が発売した電動ハイブリッド自転車・ヤマハ・PAS（Power Assist System、パス）が世界初とされる。
欧米ではPedelecやEAPC（Electrically Assisted Pedal Cycle、「電気式ペダル補助自転車」の略）と呼ばれており、各国で独自の基準が定められている。最高速度が25km/h・最大出力が200-300Wの国が多いが、カナダでは20mph（32km/h）・500W。アメリカでは20mph（32km/h）・750Wとなっている（Electric bicycle laws）。

## 構造

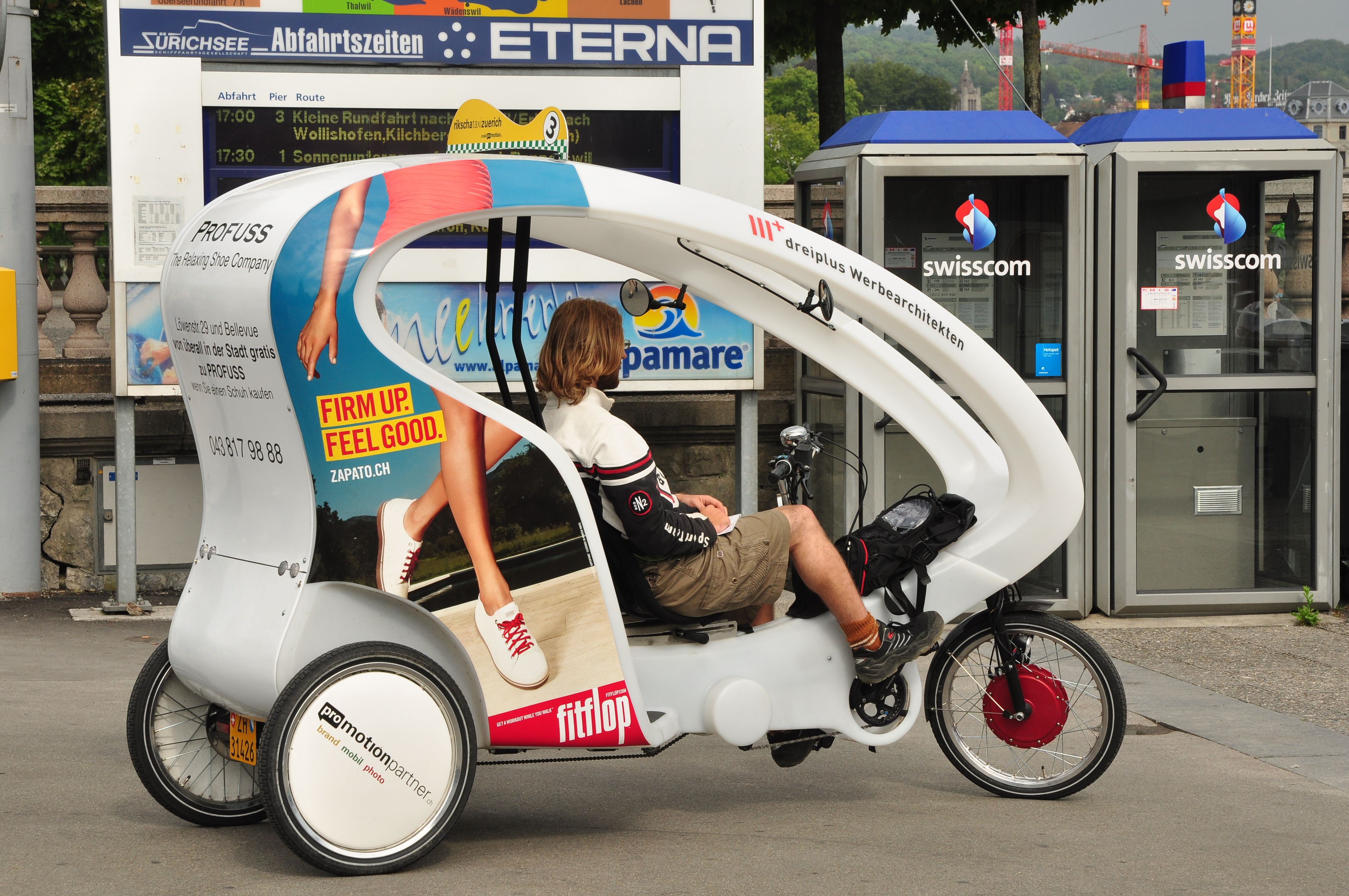
前輪にハブモーターを備えた電動アシスト自転車のベロタクシー、Velotaxi CityCruiser II

電源としては初期の製品では鉛蓄電池やニッケル・カドミウム蓄電池 (Ni-Cd)、ニッケル水素電池 (Ni-MH) が用いられたが、メモリー効果が発生せず、小型軽量で長寿命なリチウムイオン二次電池 (Li-ion) に取って代わられている。機種によっては回生ブレーキを備え、下り坂や減速時にモーターを発電機にしてバッテリーの充電を行う。バッテリーはフレームの前後や後部の荷台に設置することが多い。取り外したバッテリーをAC100VやUSB等の電源として利用できるようにするアダプタも市販されている。
駆動機構の点では、モーターをボトムブラケット付近に搭載してペダルと共にチェーンを駆動するタイプの他、前輪や後輪にハブモーターを組み込むタイプがある。
車体形状は軽快車やシティサイクルが一般的だが、折り畳み自転車やクロスバイク、リカンベントなど様々な用途や形態に対応した機種も登場している。電動アシストなしの同種車両と比較した場合、バッテリーやモーターを追加することにより概ね5～8kg程の重量増となる。そのため手で押して歩く際は重量増加により負担となるが、通常走行と同じく押し歩きをモーターで補助する機種も存在する。
特殊な用途ではケイリンにおいて先頭誘導（周回中の風除け）を行うトラックレーサー（ペーサー）も存在する。公道用ではないため法律上の制約はなく、時速60kmまで補助が行われる。

## 各国の電動アシスト自転車

### 日本

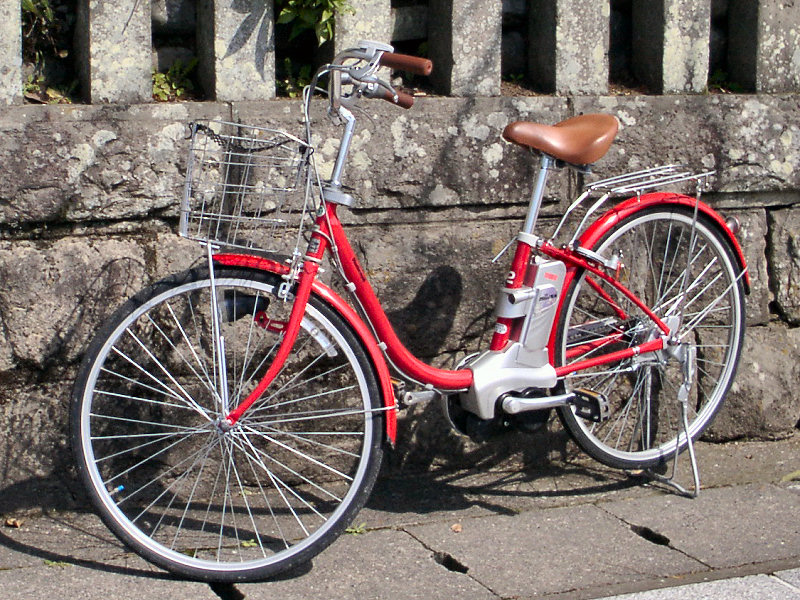
日本で一般的な形態の電動アシスト自転車、ナショナル・ViVi

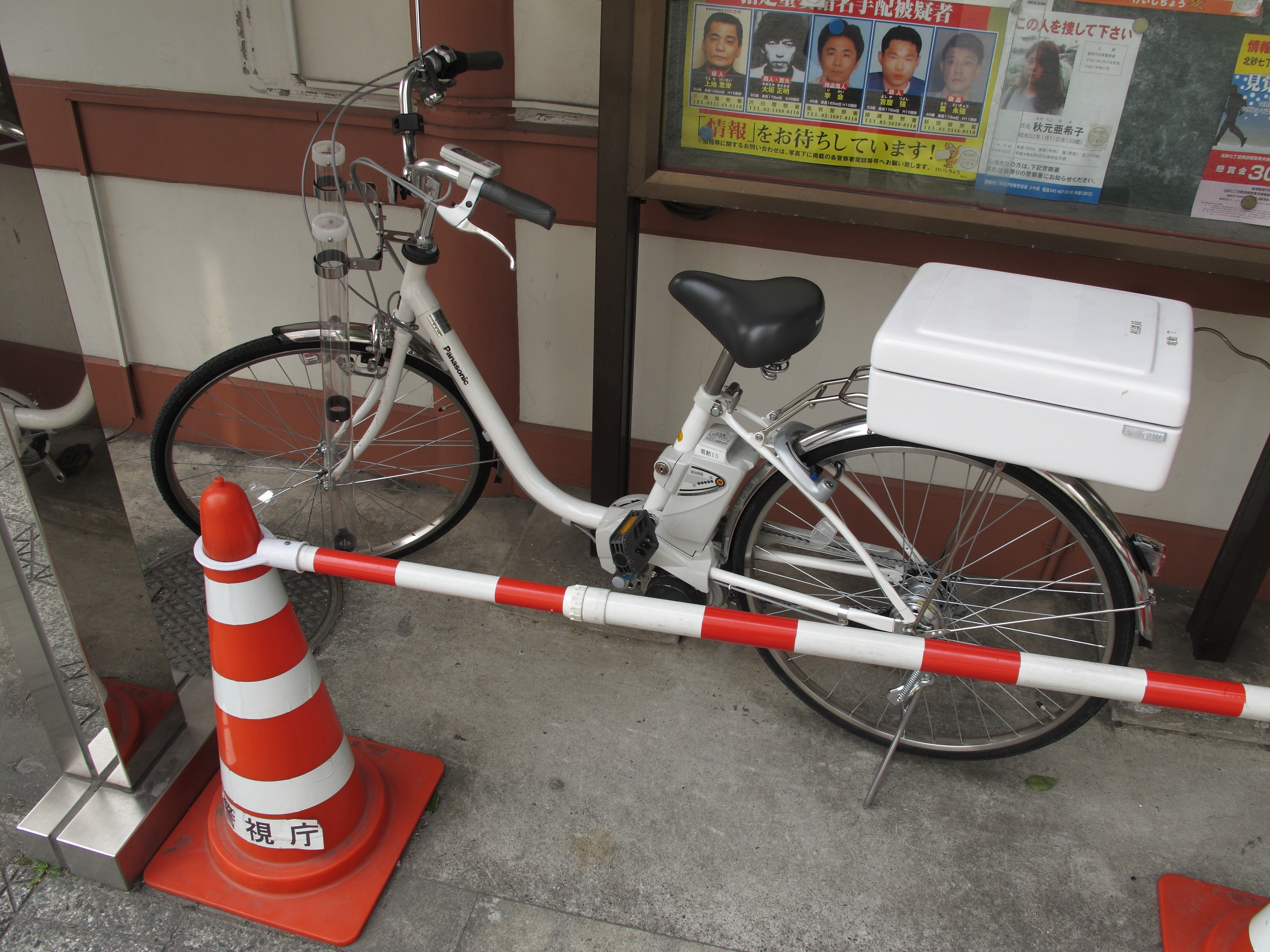
警視庁の電動アシスト自転車

#### 普及状況
自転車産業振興協会の調査によれば、一般世帯が保有する自転車のうち電動アシスト車の割合は、2012年に4.4%、2018年調査では7.5%とされる 。
経済産業省の調査によれば、2018年上半期に日本国内で製造された自転車（約45.6万台）のうち67%（約30.6万台）、金額ベースでは86％が電動アシスト自転車である（これらはほぼ国内向け出荷と想定される）。輸入車については、同時期の自転車輸入台数（電動機付きを含まない）は約348万台、対して電動機付き（関税区分上、いわゆる電動バイクを含む）は約14.7万台である。

#### 法制上の定義
道路交通法では「人の力を補うため原動機を用いる自転車」あるいは「駆動補助機付自転車」と呼称される。
道路交通法で定められた基準を満たせば「自転車」として扱われ、原動機付自転車では必須の運転免許や自賠責保険への加入が不要となる。
普通自転車としての基準も満たすもの（側車または他の車両を牽引していないこと）であれば、車道や路側帯のほか、「歩道通行の要件」に従い、歩道を徐行または通行できる。いっぽう、電動アシスト自転車の基準は普通自転車の基準（特に車体の大きさ）とは無関係のため、普通自転車以外の電動アシスト自転車も法令上製作可能であり公道通行可である（ただし歩道通行の要件による歩道の通行はできない）。
電動アシスト自転車の出力基準は道路交通法施行規則第一条の三で次のように規定される。
よって、人力と電力補助の最大比率は、10km/h以下で1対2。10km/hから24km/hまでは1対2から0までの線形逓減、24km/h以上は1対0である。なお補助比率が規定されている一方で、最大出力制限は規定されていない。
当初この補助比率は最大1対1（15km/h以下）だったが、2008年12月1日より1対2に引き上げられ、低速度で坂道を登る際により楽になった。この法改正の背景には国民以外にも、自転車タクシーとして使う自治体の要望も寄せられていた。
さらに、2017年10月31日より、（専用の）三輪電動アシスト自転車で牽引されるための構造を具備するリヤカーを牽引する場合に限り、補助比率が最大1対3にまで引き上げられた。これは自動車等の駐車違反摘発対策と労働者不足、取扱量の増大に悩む宅配便業者（主にヤマト運輸）からの要望が背景となっている。
2013年秋に、ヤマハ発動機から物流用途を対象としたリヤカー付電動アシスト自転車PAS GEAR CARGOの発売が発表されていたが、2014年2月26日に、産業競争力強化法の「企業実証特例制度」により物流用途のみリヤカー付電動アシスト自転車のアシスト力を、踏力の3倍まで可能とする法令上の特例措置を4月下旬頃を目途として創設する、というリリースが経産省から出された。
なお電動アシスト自転車は「駆動補助付自転車」として普通自転車同様に型式認定の対象となっており、認定を受けた車両は日本における車両基準を満たしていることになる。
アシスト機構の効率化や、搭載するバッテリーの容量増大によって、一回の充電当たりの走行距離は初期より遙かに増大し、2016年冬のモデルでは、一回の充電でロングモードでは距離約100km、パワーモードでも約59kmのアシスト走行が可能なモデルが発売されている。
さらに、前述2017年以降2020年11月30日までは電動アシスト自転車は「二輪又は三輪の」自転車に限られていたが、2020年12月1日改正法令施行により四輪の自転車も含まれるようになった。四輪の電動アシスト自転車も出力補助の条件は三輪のものと同一である。

#### 基準不適合車両の問題
「フル」の電動自転車や、「電動アシスト自転車」の名称で販売されていても動力性能の制限基準を満たさない自転車については、原動機付自転車または自動車扱いとなる。これらをそのまま公道で運転すると、法律上は原動機付自転車または自動車を運転した事になり、様々な法令により処罰される事になる。
日本の基準に適合しない輸入車では、原動機付自転車同様にハンドルにアクセルが付き、アクセルのみで走行できる機種（いわゆる「フル」の電動自転車）もあり、日本でもインターネット通販で販売されている。特にモペッドの場合、外観上の特異性があるエンジンタイプとは対照的に、電動タイプについては（よほど個別の車両について精通していない限り）外観上電動アシスト自転車との見分けをつけることができない。そのため摘発の可能性が低いと考えて安易に、もしくはそもそも問題のない電動アシスト自転車だと誤認して使用する例があるが、警察庁はこれらの違法状態の車両及び運行について取締を強化する方針としている。
日本車かつ外観上｢電動アシスト自転車なのか、モペッドなのか｣の区別が難しい例として、カワサキの三輪車｢noslisu｣がある。本車両にはそもそもフル電動(ミニカー登録)仕様と電動アシスト自転車仕様があるが、前者の外観はハンドルバーとサドル下の保安部品類(ウィンカーやテールランプ、ナンバープレート等)が装備されるもののペダルも残されており、外観上はほぼ3輪電動アシスト自転車である。よって、とりわけナンバーが付いていない状態でどちらなのかを見分けるのは予備知識(保安装備類や前かごの位置などの特異点、そもそも両仕様が存在することなど)がないと非常に困難である。
国民生活センターも、日本の基準に適合しない電動アシスト自転車がネット通販で販売されているとして、注意を呼びかけている。
2023年2月には、京都区検察庁が、インターネットの通信販売サイト上で、道路交通法の基準を超える動力を備えた電動アシスト自転車について「基準に適合している」との虚偽の広告表示をしたとして、京都市内の販売業者とその経営者の男性を不正競争防止法違反容疑で略式起訴している。

### 中国
中国ではアシスト自転車に関する規定がない代わりに、最高時速20km以下などの条件を満たせば、アシスト方式ではない電動自転車でも自転車扱いを受けることができる。

### 欧州

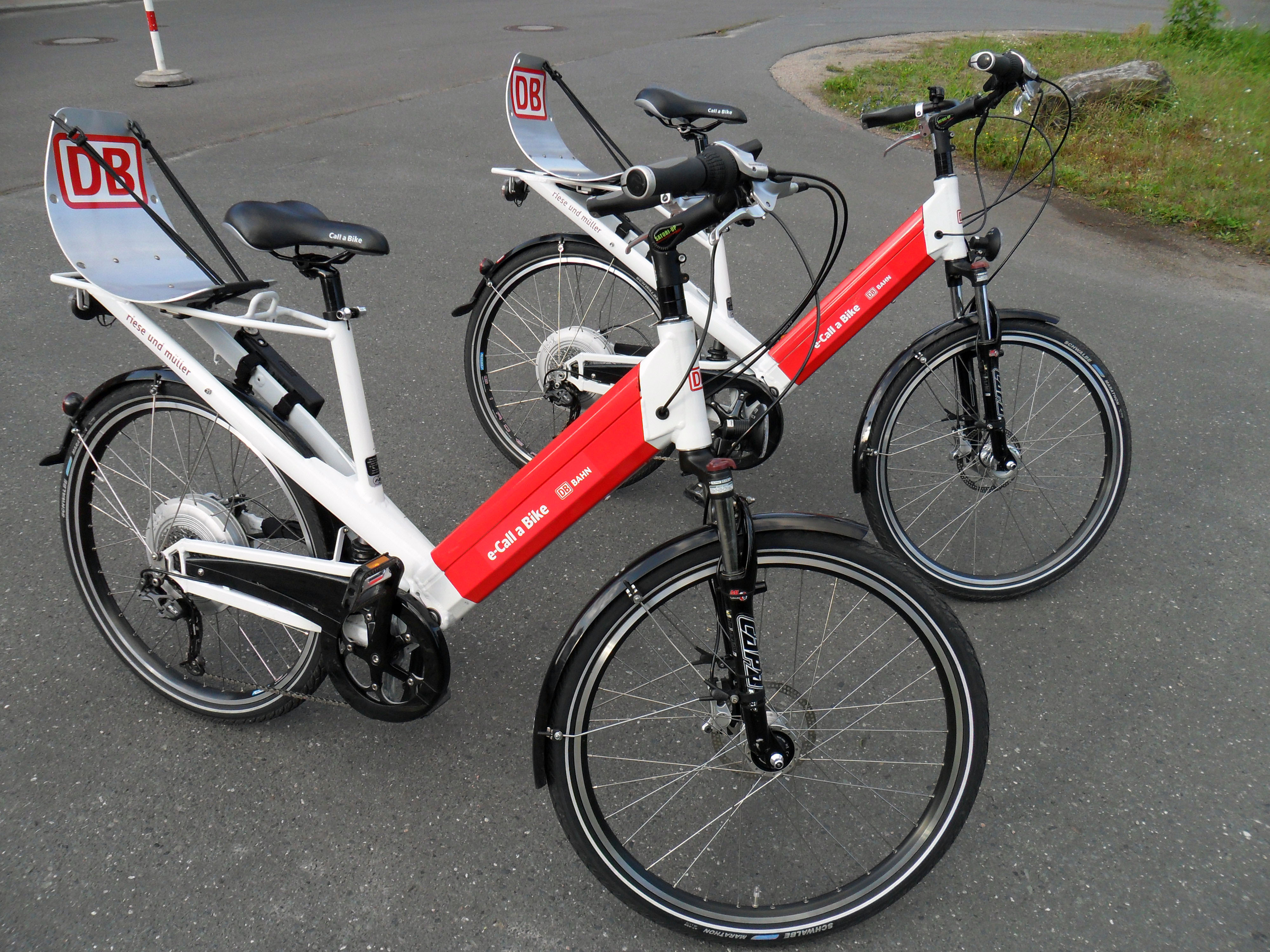
コール・ア・バイクで使われているドイツのペデレク

欧州全体のEAPC需要の多くをドイツとオランダが占めている。EUの規定でモーター出力は250W以下、補助は25km/hまで行われる。ドイツやオランダなど、ナンバープレートを付けヘルメットを被る事が必須など、アシスト無しの自転車よりも義務が増えている。自転車として同じく歩道走行できないが、6km/hまでの電動車椅子走行機能により、歩道走行に対応してる電動アシスト自転車もある。補助が45km/hまで行われる電動アシスト自転車は更に免許や保険も必須である。

#### ドイツ
2005年に2万台だった年間販売台数は2010年に20万台に達する見込みであり普及が進みつつある。

## e-BIKE
近年、欧州でブームとなったスポーツタイプの電動アシスト自転車が、日本においても発売され、「e-BIKE」と呼称されている。当初からスポーツタイプの電動アシスト自転車が主力でe-BIKE=electric bicycle≒electric sport bicycleであった欧州に比べ、先にママチャリタイプの電動アシスト自転車が普及していた日本においては、スポーツタイプのフレーム等を使用したモデルをe-BIKEと区別して呼ぶか、あるいは電動アシスト自転車全体を指すのか、明確な定義は存在しないものの、サイクルモードや雑誌、メーカーサイト等においてはママチャリタイプと区別して使用している例が多い。

## 電動アシスト自転車と観光

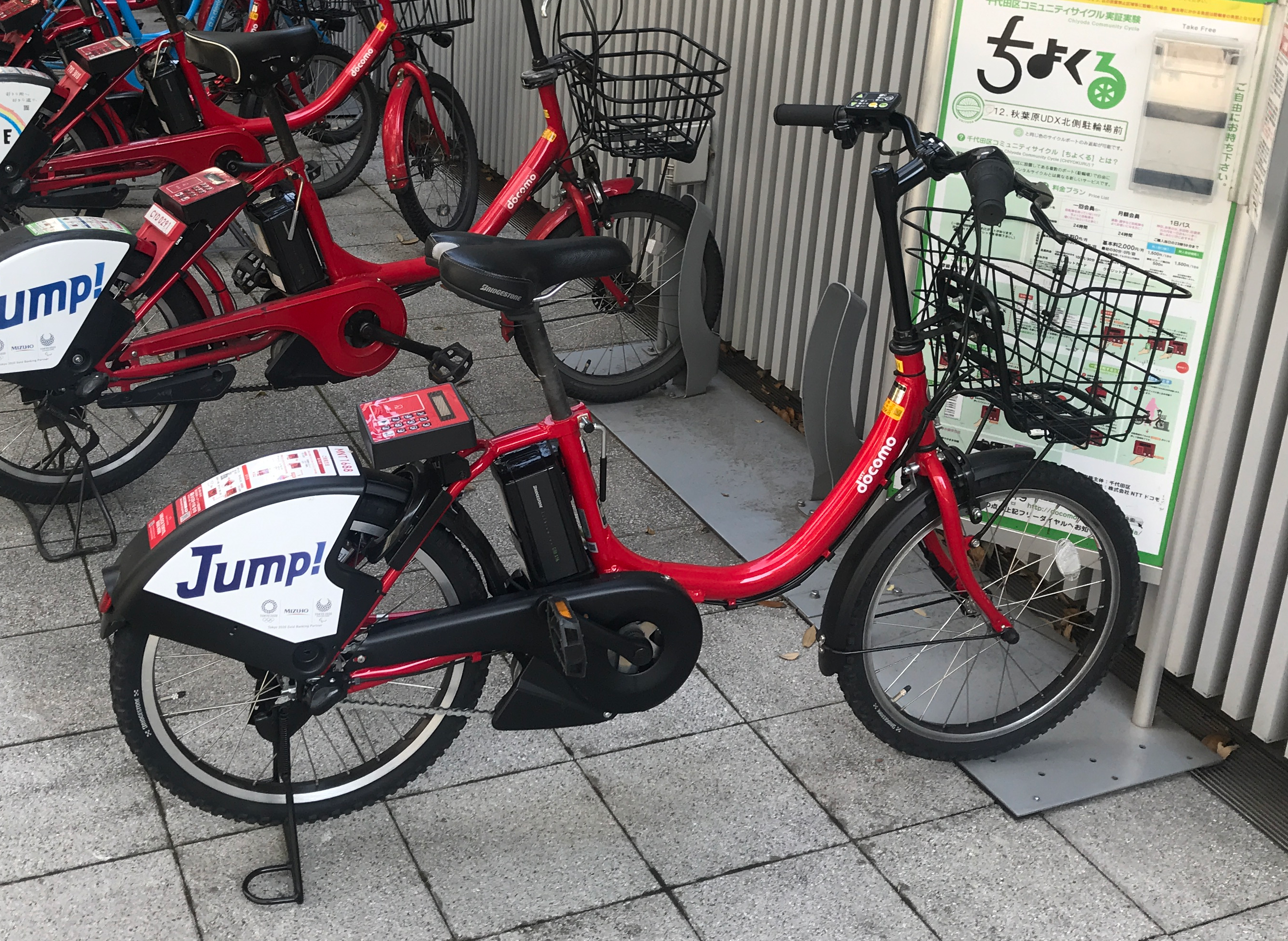
シェアサイクルで使われている電動アシスト自転車、ブリヂストンサイクル Bikke MOB（ドコモ・バイクシェア標準仕様）

電動アシスト自転車の普及に伴い、これを観光の分野に導入し、2次交通として活用する動きが広がっている。形態を大別すると
1. レンタサイクル
2. シェアサイクル（複数のステーションで乗り捨てが自由な広域レンタサイクル）
3. ガイド付きツアー

となる。特に外国人観光客が増大し、また国内でも個人旅行客が増加しつつある昨今、
- 既存の自転車よりもより観光のレンジを伸ばせる
- 免許が要らない
- 車や電車と違いインフラコストが低い
- 立寄る事ができ、自然や文化を体感できる

電動アシスト自転車は、観光客の足として、またそれ自体が体験（e-MTBなど）となる新たな観光ツールとして普及が進んでいる。
主に地域として取り組んでいるのは、
- しまなみ海道（e-BIKEアクションしまなみ）
- 丹後半島（京都オーシャンロード、ガイドツアー中心）
- 伊豆半島（レンタル・充電ネット網整備）
- 富良野
- 那須高原
- 長野県飯山市
- 岐阜県池田町（養鉄トレクル）
- 広島県広島市（ぴーすくる）

などがある。また全国的に展開するサイクルベースアサヒやジャイアントストアなどの販売店や、各種レンタサイクルショップにおいても個別に電動アシスト自転車やe-BIKEを観光客向けに貸し出している。

## 注意点
電動機によって加速が増すため、片足だけでペダルを蹴る「けんけん乗り」をすると意図せぬ急発進をしたり、滑りやすい路面でペダルを強くこぐと後輪が簡単にスリップする危険がある。

## メーカー
- カワサキモータース - 3輪車｢noslisu｣。アシストタイプとフル電動タイプ(noslisu e)があり、後者はミニカー扱いとなるので注意が必要。
- サンスター技研 - インテリジェントバイク（現在はアシストユニットの供給のみ）
- スズキ（パナソニックサイクルテックからのOEMで販売） - ラブ（LOVE）
- タカラ（ヤマハとの共同開発。トミーと合併しタカラトミーへ。現在は販売はしておらず修理と補償のみ受け付けている。） - B PLUS
- ツバメ・イータイム - CHOCO-NORI
- TOBU（東部） - エアロアシスタント（AERO ASSISTANT）
- パナソニック サイクルテック - ビビ（ViVi）、Panasonic EZ
- ブリヂストンサイクル - アシスタ
- 本田技研工業（SmaChari）
- ミヤタサイクル - グッドラック（goodLUCK）
- ヤマハ発動機 - パス（PAS）
- 丸石サイクル - ふらっか〜ずの一部車種
- Super73（英語版）

以下はかつてのメーカー。
- トヨタ（現在は撤退） - ラクデス
- 三洋電機（協栄三洋工業）（現在はパナソニックサイクルテックと合併） - エナクル、eneloop bike（エネループバイク）

## テレビ番組
- 日経スペシャル ガイアの夜明け 快走…自転車の新時代～“エコ・節約・電動”で復活～（2009年6月9日、テレビ東京）[27]。
- プロジェクトX〜挑戦者たち〜 革命の自転車 つなげ、感動のバトン〜世界初 電動アシスト自転車〜（2024年10月19日、NHK総合）[28]